# Girardia longistriata
Girardia longistriata is een platworm (Platyhelminthes). De worm is tweeslachtig. De soort leeft in of nabij zoet water.
Het geslacht Girardia, waarin de platworm wordt geplaatst, wordt tot de familie Dugesiidae gerekend. De wetenschappelijke naam van de soort werd, als Planaria longistriata, voor het eerst geldig gepubliceerd in 1914 door Fuhrmann.